# Douglas Tompkins
Douglas Tompkins (20. března 1943 – 8. prosince 2015) byl americký podnikatel a horolezec. Na počátku šedesátých let se věnoval lyžařství a horolezectví, a to jak v domovských Spojených státech, tak i v Evropě a Jižní Americe. V roce 1964 založil se svou manželkou Susie malou firmu The North Face, která se věnovala prodeji horolezeckého a kampingového vybavení. Společnost prodal v roce 1968. Toho roku absolvoval šestiměsíční cestu z Kalifornie do Patagonie, kde vystoupil například novou cestou na Cerro Chaltén. V té době rovněž začal působit ve firmě Esprit. V devadesátých letech začal odkupovat soukromé pozemky v Chile, na nichž následně vznikly národní parky Pumalín a Corcovado. V prosinci 2015 byl s pěti dalšími osobami na kajakové výpravě na jezeře General Carrera. Kvůli silným vlnám se jeho kajak převrhl a Tompkins následně strávil značné množství času ve velmi chladné vodě. Poté byl letecky přepraven do nemocnice v nedalekém městě Coyhaique, kde však v důsledku podchlazení po několika hodinách zemřel.